# Мелисохорион (Беотия)
Мелисохори (греч. Μελισσοχώρι) — деревня в Греции. Деревня находится в Беотии. Старое название поселка Балца (греч. Μπάλτσα) до 1953 года.